# Werder (bei Lübz)
Werder ist eine Gemeinde im Landkreis Ludwigslust-Parchim in Mecklenburg-Vorpommern (Deutschland). Sie wird vom Amt Eldenburg Lübz mit Sitz in der Stadt Lübz verwaltet.

## Geografie und Verkehr
Das Gemeindegebiet grenzt im Süden direkt an Lübz. Die höchste Erhebung ist im Norden der Sandberg mit 85,8 m ü. HN. Im Norden liegt auch das Waldgebiet Sehlsdorfer Tannen. Ein weiteres kleineres Waldgebiet ist das Birkmoor nördlich des Ortes Werder. Größere Seen und Fließgewässer gibt es in der Gemeinde nicht. Nördlich der Gemeinde befindet sich in etwa zwölf Kilometern Entfernung die Stadt Goldberg.

## Ortsteile
- Benthen
- Neu Benthen
- Tannenhof
- Werder[2]

## Geschichte

### Werder
Werder wurde erstmals am 11. November 1234 urkundlich erwähnt. Fürst Heinrich von Mecklenburg verpfändete damals seinen Anteil am Land Turne und das Lübzer Schloss Eldenburg an die in Lübz wohnenden Brüder Helmold, Hinricke, Hennecken und Godewarde von Plessen. Erst 1446 wurde Werder bei Spenden in der St. Marienkirche zu Parchim wieder erwähnt. Beim Umbau der Burg Lübz hatten die Bauern aus Werder und Lattran (Lutheran) Hand- und Spanndienste  zu erbringen.
Während des Dreißigjährigen Krieges gab es neben Scharmützeln und Plünderungen auch Einquartierungen in Werder. Höhepunkt des Leidens und der Zerstörung des Dorfes war 1635.
Im Inventarium des Fürstlichen Amtes Lübz vom 31. Mai 1644 ist über das Dorf Werder zu lesen: Hirin haben 12 Hufener, mit dem Schulzen, ein Halb Hufener, 3 Kossaten und 7 Büdners gewohnet, itzo wohnt noch 7 darin. Einige Töchter arbeiteten in Lübz und die Söhne waren zu dieser Zeit Soldaten in Dänemark.
Am 1. Juli 1950 wurden die bis dahin eigenständigen Gemeinden Benthen und Tannenhof eingegliedert. Ruthen kam am 1. Januar 1951 hinzu, wurde jedoch zum 1. Januar 1978 in die Stadt Lübz umgegliedert.
Im Jahr 1997 wurde Werder zur schönsten Gemeinde des bis 2011 bestehenden Landkreises Parchim gekürt.

### Benthen
Aus dem Mittelalter ist zu Benthen nur eine Urkunde bekannt. Am 5. Juli 1267 soll Bischof Hermann von Schwerin die Kirche zu Benthen geweiht haben. Seit dem 16. Jahrhundert und auch noch später gab es viel Streit zwischen den von Passow und von Weltzien, die auf ihren nach Benthen hin eingepfarrten Gütern Passow und Weisin saßen und an einzelnen Bauernhöfen in Benthen verschiedene Anrechte hatten. Bis 1700 saßen die von Weltzien noch in Benthen. Weitere Besitzfolge:
- bis 1738 Adam Henning von Bülow.
- bis 1796 die von Weltzin, auch Rittmeister Gottfried Hartwig von Weltzien als Provisor und ab 1790 Klosterhauptmann in Dobbertin.
- bis 1801 Dr. August Wilhelm Studemund.
- bis 1810 Adam Ernst Friedrich Otto von Flotow.
- bis 1833 Justizrat Ernst Otto Friedrich von Raven.
- bis 1860 Christian Heinrich Düssler.
- bis 1883 Karl Johann Andreas Krey.
- bis 1938 Familie Glantz.

### Tannenhof
1701 wurde vom Hauptmann Adam Henning von Bülow eine Meierei, der Tannenhof, auch Eulenkrug genannt, angelegt und durch einen Verwalter bewirtschaftet.
- 1709 Hansen, erster Verwalter
- 1730 Herrmann Kahlen
- 1738 Zibbeuren (Zibbuhr, Zebur)

Zu einem Hauptgut wurde Tannenhof erst 1796 erhoben, als der Dobbertiner Klosterhauptmann Rittmeister Gottfried Hartwig von Weltzien dahin zieht.
- 1810 Bresen
- 1811 Hauptmann Maximilian Wilhelm von Weltzien
- 1823 Friedrich Schumacher
- 1830 Otto, Malchin, Becker, August von Schack
- 1884 Otto Ewert
- 1885 Kypprianus Amaranthus Kratsch aus Altenburg, Rittergutsbesitzer Blanck, Ludwig Müller
- 1927 Wallis, Frau Hauptmann Schmidt
- 1928 Werner Fenner

## Politik

### Gemeindevertretung und Bürgermeister
Der Gemeinderat besteht (inkl. Bürgermeister) aus 7 Mitgliedern. Die Wahl zum Gemeinderat am 26. Mai 2019 hatte folgende Ergebnisse:
| Partei/Bewerber                  | Prozent | Sitze |
| -------------------------------- | ------- | ----- |
| Wählergruppe Unsere Dorfgemeinde | 33,18   | 2     |
| Wählergemeinschaft Werder        | 28,73   | 2     |
| CDU                              | 20,43   | 1     |
| Einzelbewerber Steidl            | 17,67   | 1     |

Bürgermeister der Gemeinde ist Günter Schäfer, er wurde mit 78,76 % der Stimmen gewählt.

### Wappen, Flagge, Dienstsiegel
Die Gemeinde verfügt über kein amtlich genehmigtes Hoheitszeichen, weder Wappen noch Flagge. Als Dienstsiegel wird das kleine Landessiegel mit dem Wappenbild des Landesteils Mecklenburg geführt. Es zeigt einen hersehenden Stierkopf mit abgerissenem Halsfell und Krone und der Umschrift „GEMEINDE WERDER • LANDKREIS LUDWIGSLUST-PARCHIM“.

## Sehenswürdigkeiten
- Dorfensemble
- Spätromanische Dorfkirche in Benthen, um 1250 begonnen, mit der typischen Staffelung von Bauteilen, mit flachgedeckten Langhaus und einem eingezogenen, quadratischen Chor aus gequaderten Feldsteinen mit Kreuzgewölbe. Der Westturm mit einem Pyramidendach besteht aus einem Feldsteinuntergeschoss, das vierte aus Backsteinen von 1776.
- Gutshaus in Benthen

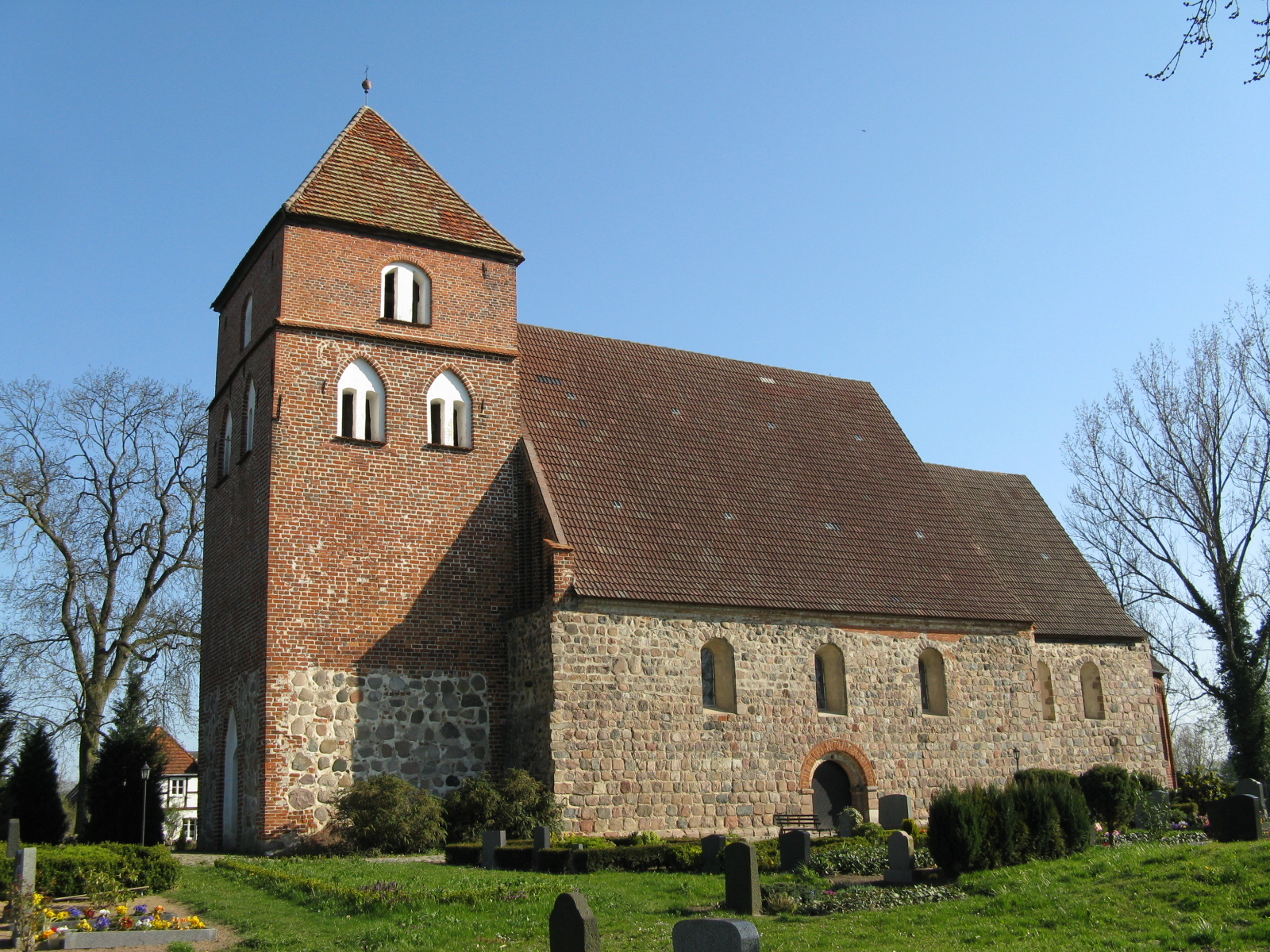
Dorfkirche in Benthen (2008)
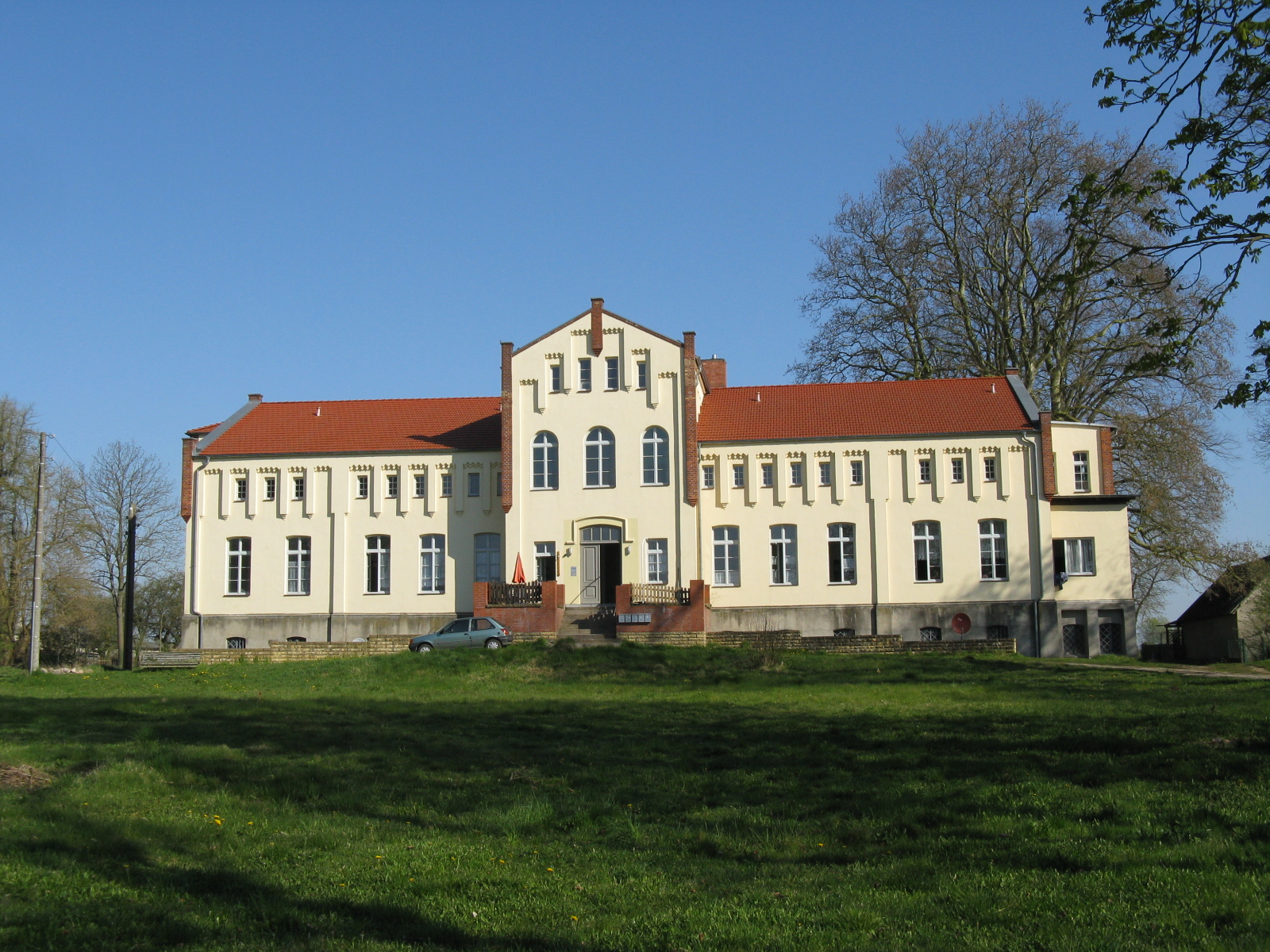
Gutshaus in Benthen (2008)

### Gedruckte Quellen
- Mecklenburgisches Urkundenbuch (MUB)
- Mecklenburgische Jahrbücher (MJB)